# Passions de Telemann

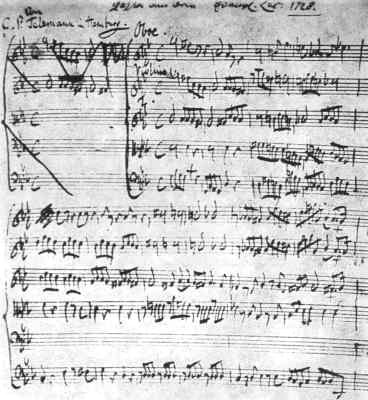
Manuscrit de Telemann pour la Passion selon Saint Luc de 1728 (Bibliothèque d'État de Berlin).

De 1716 à 1767, Georg Philipp Telemann composa une série de passions, œuvres mettant en musique la passion du Christ, c'est-à-dire le récit des dernières heures de sa vie (issu des Évangiles : la cène, la veillée au Mont des Oliviers, l'arrestation, le procès, le chemin de croix et enfin la crucifixion). Comme le veut la tradition, ces œuvres étaient destinées à la liturgie pascale. Pour les seules églises de Hambourg, Telemann écrivit 46 passions, parmi lesquelles 23 ont été retrouvées à ce jour.
On distinguera cependant deux grandes catégories de Passions dans l'œuvre de Telemann, et plus généralement dans la musique sacrée du XVIIIe siècle : les passions-oratorios et les oratorios de la Passion. Les premières, destinées à la liturgie lors des offices religieux, sont bâties sur l'alternance de récits des Évangiles avec chorals et airs en vers, tandis que les oratorios de la Passion, plutôt destinés aux salles de concerts, sont construits autour d'un livret entièrement versifié et très différent du strict texte évangélique ; pour le théoricien allemand Johann Mattheson, contemporain de Telemann, il s'agissait d'ailleurs d' "opéras sacrés".
Si Telemann écrivit essentiellement des passions-oratorios, on lui connaît cinq oratorios de la Passion composés entre 1716 (TWV 5:1) et 1756 (TWV 5:6).
Pour reprendre l'ordre du catalogue TWV, nous commencerons ici par évoquer les cinq oratorios de la Passion avant de présenter les passions-oratorios (ou Passions liturgiques).

## Les oratorios de la Passion de Telemann

### 1716,TWV5:1; Brockes-Passion
Souvent appelé Passion selon Brockes, cet oratorio constitue la première composition de Telemann pour ce type d'œuvre. Le livret de 1712 de Barthold Heinrich Brockes, poète hambourgeois contemporain de Telemann, a rapidement rencontré un succès certain au point d'être repris dans 13 compositions (parmi lesquelles celles de Telemann et Georg Friedrich Haendel en 1716, Reinhard Keiser en 1712, Johann Mattheson en 1718 ou encore Johann Friedrich Fasch en 1719, Gottfried Heinrich Stölzel en 1725).
Au-delà de ses qualités rhétoriques, ce texte, intitulé Jésus martyrisé et mourant pour le péché du monde (Der für die Sünde der Welt gemarterte und sterbende Jesus), a probablement reçu un accueil des compositeurs favorisé par les amitiés existant entre ceux-ci et Brockes, amateur de musique et par ailleurs homme politique en vue de la ville de Hambourg. Notons cependant que Telemann écrivit dans ses Mémoires en 1718 que le texte était « considéré par les connaisseurs comme insurpassable » ("von allen Kennern für unverbesserlich gehalten wird").

### 1722,TWV5:2:La Sainte contemplation des souffrances amères et de la mort de Jésus Christ(Das selige Erwägen des bitteren Leidens und Sterbens Jesu Christi)
Composé à Francfort en 1722, cet oratorio a longtemps été très apprécié, en particulier à Hambourg après sa création en 1728. Le livret est de Telemann.
Introduite par un mouvement instrumental, l'œuvre ne comporte pas de chœur (au sens grand chœur ou chœur de turba comme dans les passions de Bach ou d'autres de Telemann) ; il s'agit donc d'une succession de chorals, récitatifs et airs.
Les amateurs de musique baroque reconnaîtront sans peine dans certains chorals des mélodies couramment utilisées, voire des harmonisations entièrement identiques à d'autres œuvres ; par exemple :
- le quatrième choral, Tritt her und schau mit Fleisse, reprend quasiment la même harmonisation que le Wer hat dich so geschlagen de la Passion selon Saint Jean BWV 245 de Bach, ou encore celle de ... Tritt her und schau mit Fleisse BWV 394 de Bach. Notons qu'il s'agissait d'une pratique courante dans les chorals, puisque souvent seule l'harmonisation est œuvre du compositeur (c'est-à-dire l'arrangement des voix en dessous du premier chant). Le texte de ce choral provient d'un lied de Paul Gerhardt, théologien luthérien allemand du XVIIe siècle.
- on retrouve également le célèbre choral O Haupt voll Blut und Wunden, qui reprend la première strophe du cantique de Paul Gerhardt traduisant le Salve caput cruentatum attribué à Saint Bernard (1153 environ). On trouve également dans la Passion selon Saint Matthieu BWV 244 de Bach ce choral dans une harmonisation quasiment identique, mais présentant les deux premières strophes du cantique.
- le choral O grosse Not, Gott selbst liegt tot utilise la même mélodie, et pratiquement la même harmonisation que le choral O falsche Treu, o Heuchelei! de la Passion selon Saint Matthieu TWV 5-35 de Telemann (1750).
- le choral final Erscheine mir zum Schilde reprend une mélodie très connue que l'on retrouve partout dans la musique baroque, à commencer par les O Haupt voll Blut und Wunden cités ci-dessus, ou encore  dans plusieurs numéros de la Passion selon Saint Matthieu BWV 244 de Bach : Erkenne mich mein Hüter, Ich will hier bei dir stehen, O Haupt voll Blut und Wunden, Du edles Angesichte, et Wenn ich einmal soll scheiden. L'ensemble des textes cités pour ces chorals sont des strophes tirées du O Haupt voll Blut und Wunden de Paul Gerhardt, et sont chantés sur la mélodie du chant profane Mein Gmüth ist mir verwirret de Hans Leo Hassler.

Cette recherche est probablement généralisable à l'immense majorité des chorals baroques, et vise avant tout à montrer leur composition : une ou plusieurs strophes d'un cantique luthérien (Paul Gerhardt, Johann Hermann, Adam Reusner, etc.) sont chantées sur une mélodie adaptée au texte et souvent issue d'un chant spirituel, et le compositeur ajoute enfin l'harmonisation pour chœur à quatre voix - quand il ne reprend pas une belle harmonisation déjà existante.

### 17??,TWV5:3:Mets-toi en route, que la lumière soit!(Mach dich auf, werde Licht!)
Œuvre perdue.

### 1731,TWV5:4:L'amour crucifié ou pleurs sur la mort du Sauveur(Die gekreuzigte Liebe oder Tränen über das Leiden und Sterben unseres Heilandes)
Basé sur un livret de Johann Ulrich König.
...

## Les passions-oratorios de Telemann (ou Passions liturgiques)

### 1722,TWV5:7: Passion selon saint Matthieu
Chœur d'introduction : Wenn meine Sünden mich kränken.
Œuvre perdue.

### 1723,TWV5:8: Passion selon saint Marc
Chœur d'introduction : L'Agneau de Dieu va se livrer pour le salut du monde (Ein Lämmlein geht und trägt die Schuld), selon un texte de Paul Gerhardt de 1647.
Partition retrouvée, mais aucun enregistrement ?

### 1724,TWV5:9: Passion selon saint Luc
Chœur d'introduction : Agneau de Dieu, toi l'innocent (O Lamm Gottes unschuldig).
Œuvre perdue.

### 1725,TWV5:10: Passion selon saint Jean
Chœur d'introduction : Jésus, tes profondes blessures (Jesu, deine tiefen Wunden).
Œuvre perdue.

### 1726,TWV5:11: Passion selon saint Matthieu
Chœur d'introduction : Aide-nous, Christ, Ô Fils de Dieu (O hilf Christe Gottes Sohn).
Œuvre perdue.

### 1727,TWV5:12: Passion selon saint Marc
Chœur d'introduction : Mein Heiland, du bist mir zu lieb.
Œuvre perdue.

### 1728,TWV5:13: Passion selon saint Luc
Chœur d'introduction : Israël, aimée dans le cœur du Père (Israel, ach geliebtes Vater-Herz!).
Partition retrouvée, existe en version Bärenreiter.

### 1729,TWV5:14: Passion selon saint Jean
Chœur d'introduction : Nos péchés sont les responsables (Unsere Sünden-Schuld zu heben).
Œuvre perdue.

### 1730,TWV5:15: Passion selon saint Matthieu
Dans son enregistrement de 1965, Kurt Redel a ajouté à cette passion un adagio orchestral lent et poignant, qui vient habilement mettre en place le drame jusqu'au choral introductif Wenn meine Sünden mich kränken. Il s'agit en réalité du 5e mouvement Sommeille de l'Ouverture en ut majeur TWV 55:C6 composée par Telemann en 1721.

### 1731,TWV5:16: Passion selon saint Marc
Chœur d'introduction : Hochheiliges Versöhnungsfest.
Œuvre perdue.

### 1732,TWV5:17: Passion selon saint Luc
Chœur d'introduction : Brüllest du ? Gewaltiger Donner!.
Œuvre perdue.

### 1733,TWV5:18: Passion selon saint Jean
Chœur d'introduction : Du lassest uns durchs Blut.

### 1734,TWV5:19: Passion selon saint Matthieu
Œuvre perdue, pas plus d'information.

### 1735,TWV5:20: Passion selon saint Marc
Chœur d'introduction : Jesu deine tiefen Wunden!.
Œuvre perdue.

### 1736,TWV5:21: Passion selon saint Luc
Chœur d'introduction : Wenn meine Sünden mich kränken.
Œuvre perdue.
1746, TWV 5:31 : Passion selon saint Matthieu